# Аденская колония
Аденская коло́ния (англ. Aden Colony) или Коронная колония Аден (англ. Colony of Aden, араб. مستعمرة عدن‎) — колониальное владение Британской империи на юго-западной оконечности Аравийского полуострова, образовавшееся 1 апреля 1937 года. Аденская колония в состав протектората Аден не входила.

## История

### Предыстория
В 1802 году султан Ахмед Абд-аль-Карим подписал с британцами договор, по которому Аден стал «открытым портом для всех товаров, поступающих на английских кораблях». В городе была учреждена фактория Ост-Индской компании. С 1809 года британские суда стали заходить в порт Адена регулярно.
19 января 1839 года войска Британской Ост-Индской компании высадились в Адене и захватили этот порт, прекратив пиратские нападения на следовавшие в Индию британские суда. Собственно порт Аден с окружающими землями был передан местным султаном Великобритании, и там образовалось Аденское поселение, подчинённое Бомбейскому президентству Британской Индии. Аден в 1839 году, до захвата его англичанами, был небольшим рыбацким поселением с шестьюстами жителями.

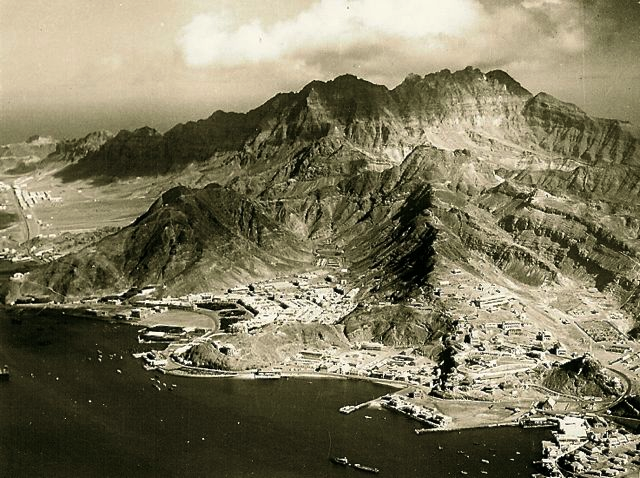
Аденское поселение. Фото сделано около 1930 года.

После этого Великобритания начала распространять своё влияние вглубь материка, где в 1886 году образовался Протекторат Аден. Административно протекторат делился на две части: Западный протекторат Адена — крупнейший город Лахдж (к северу от города Аден) и Восточный протекторат Адена — основной центр порт Эль-Мукалла. Аденское поселение в состав протектората не входило.
2 августа 1935 г. британский парламент принял Акт об управлении Индией, согласно которому Аден отделялся от Индии в отдельную коронную колонию (вступил в силу 1 апреля 1937 г.), включавшую также остров Перим и острова Курия-Мурия, под управлением губернатора (верховного комиссара). Так в 1937 году острова Куриа-Муриа, которые в 1854 году султан Омана уступил Великобритании, были присоединены к британской колонии Аден.

### Аденская колония
Актом о правительстве Индии 1935 года (вступил в силу 1 апреля 1937 года) Аден был выделен из состава Британской Индии в отдельную колонию.

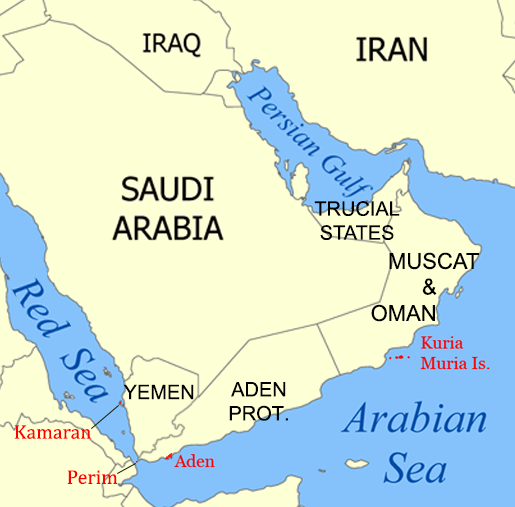
Аденская колония (включая острова) с 1937 года.

Аденская колония, также включала в себя относительно ближлежащие острова Камаран (de facto), Перим (в Баб-эль-Мандебском проливе) и Куриа-Муриа (у побережья Омана).
Аденский погром 1947 года привел к тому, что практически вся еврейская община протектората Аден покинула страну, переехав в Израиль.

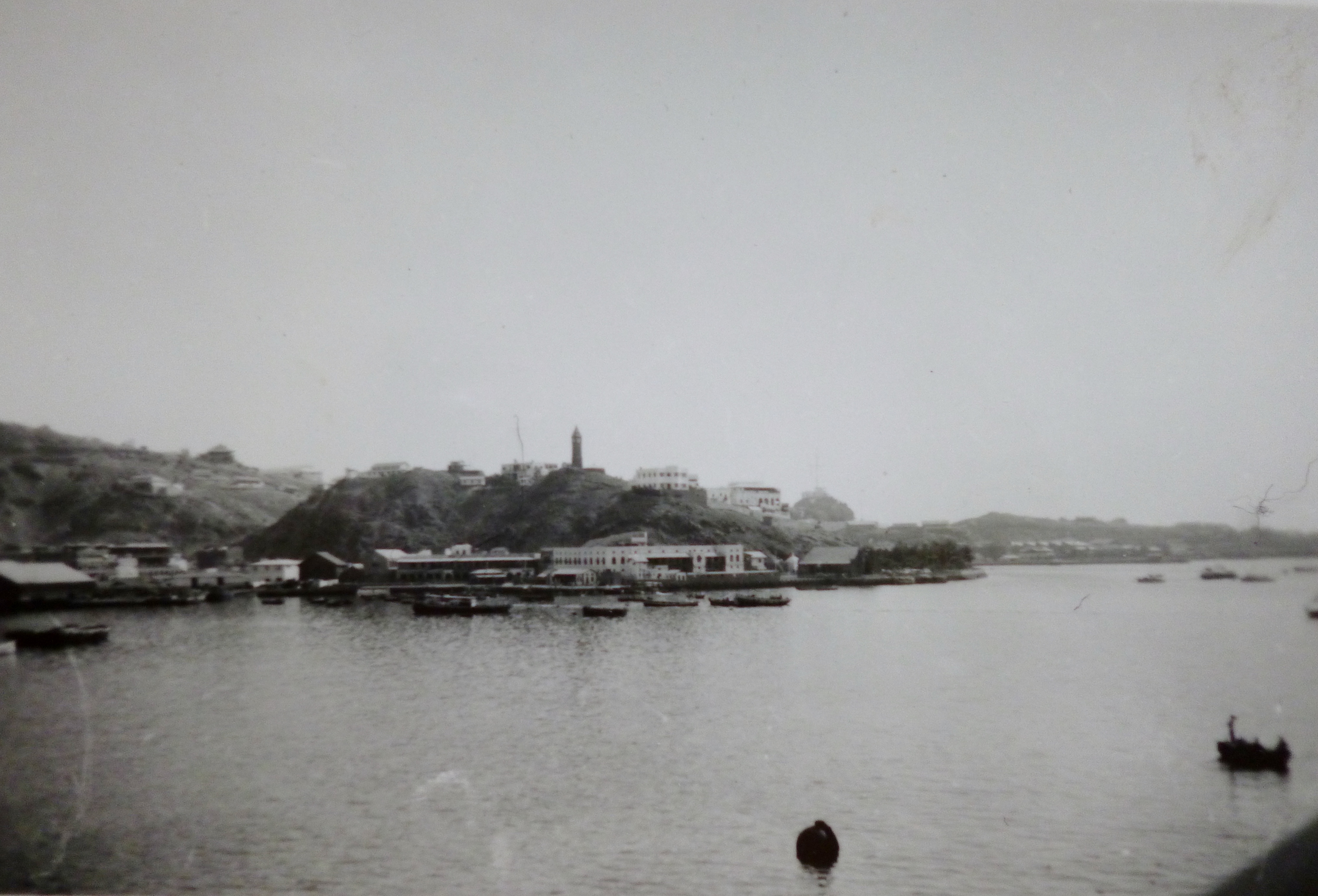
Аден в 1949 году. Вид с внутреннего рейда в направлении Аденского Биг-Бена (на холме) и Морского пассажирского вокзала (у подножия холма справа).

Послевоенный период стал эпохой больших общественных перемен в Южном Йемене, прежде всего в Аденской колонии, формирования и развития новых классов, которым в дальнейшем предстояло сыграть решающую роль в революционном обновлении общества.
К 1950 году Аден стал одним из основных мировых бункеровочных портов с ежегодным оборотом около 6300 судов. Кроме того, порт ежегодно обслуживал до полутора тысяч одномачтовых каботажных кораблей, обеспечивавших торговлю между странами Персидского залива. Красного моря и Восточной Африки.

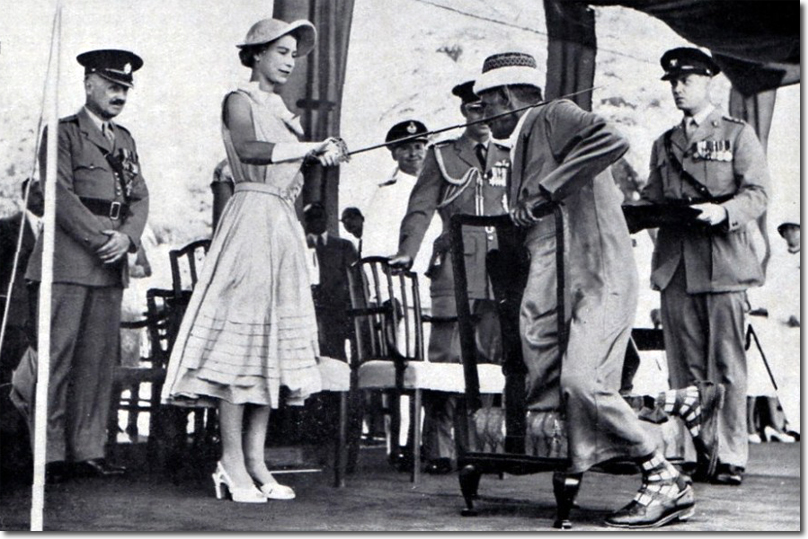
Королева Елизавета II в Адене в 1954 году во время своего медового месяца.

С ростом кризиса английского империализма и его колониальной системы и повышением значения Адена в обеспечении стратегических интересов Великобритании хозяйство колонии в начале 50х годов стало развиваться. Это увеличило и без того немалую разницу в экономическом уровне между Аденом и протекторатами.
Для Социально-экономическое развития колонии решающее значение имели следующие обстоятельства. Во-первых, строительство в 1952—1954 гг. в пригороде Адена — Бурейке — крупного нефтеперерабатывающего завода, принадлежавшего компании «British Petroleum», мощностью 8,3 млн тонн сырой нефти в год. Нефтеперерабатывающий завод в Бурейке (пригород Адена) производил в основном бункеровочное топливо для судов и был единственным крупным промышленным предприятием страны. Во-вторых, расширение Аденского порта и строительство новых портовых сооружений. Аденский порт занял одно из ведущих мест в мире по бункеровке судов. В-третьих, активное строительство английских военных и гражданских объектов, домов для офицеров, административных зданий и т. п.
Кроме того, резко возросло значение Адена как центра реэкспортной и транзитной торговли. Быстро развивалась беспошлинная розничная торговля в Аденском порту. Экономика Адена была ориентирована на обслуживание английской военной базы, порта, английских военнослужащих, иностранных моряков и туристов. Доля сферы услуг в структуре ВНП составляла 79,2.
Обилие дешевых импортных товаров препятствовало развитию местной промышленности, которая была представлена в основном ремесленно-кустарными предприятиями, большинство которых находилось в Адене.
Население колонии Аден в 1955 году.
| Арабы   | Сомалийцы | Евреи | Индийцы | Европейцы | ВСЕГО   |
| ------- | --------- | ----- | ------- | --------- | ------- |
| 103,879 | 10,611    | 831   | 15,817  | 4,484     | 138,441 |

В 1956 г. президент Египта Гамаль Абдель Насер национализировал Суэцкий канал.
В 1956 г. в Адене поднялась новая волна забастовок, был создан Конгресс профсоюзов Адена. Забастовки в 1956 году были отмечены большим количеством нападений на неарабские группы населения.

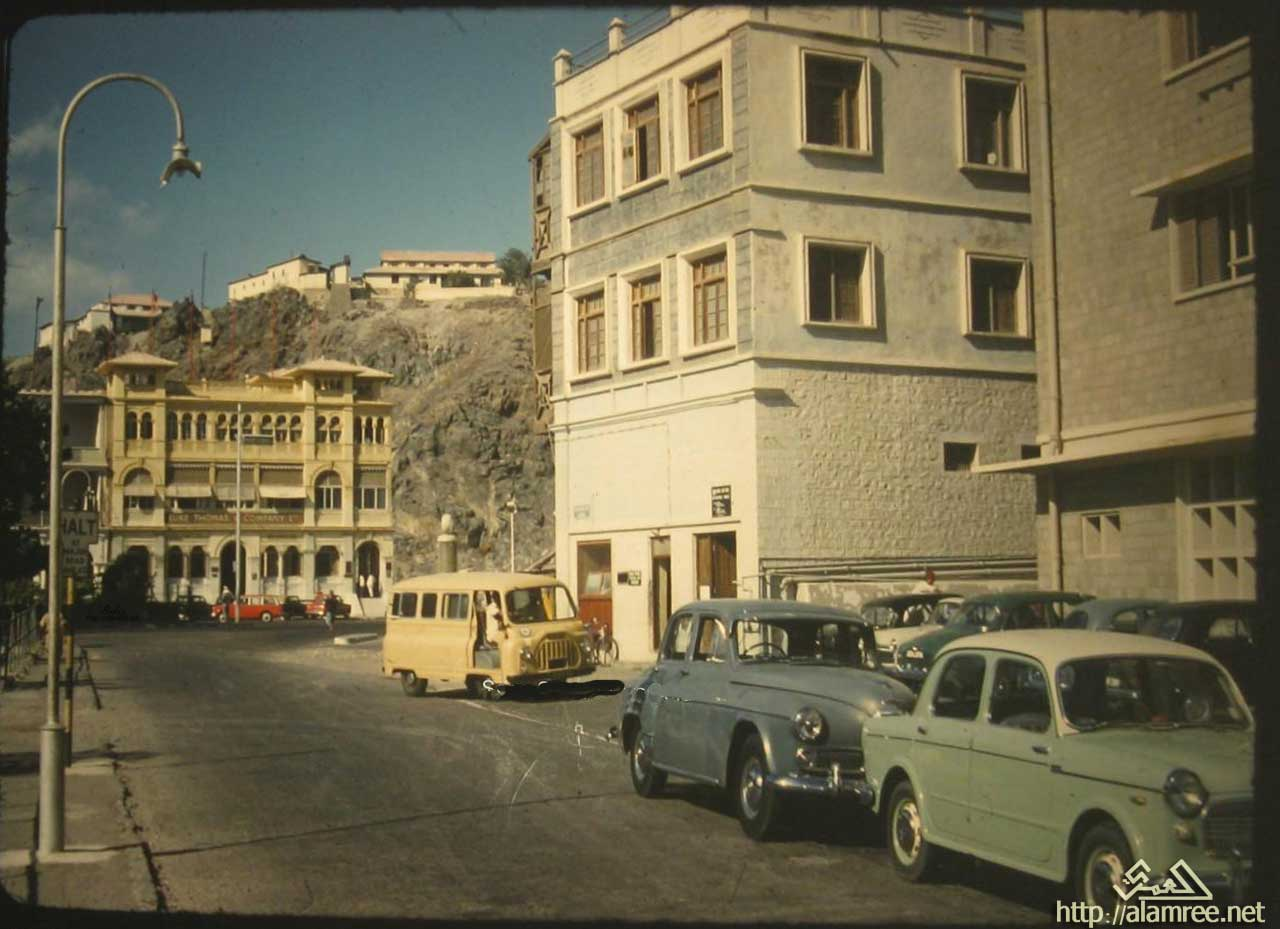
Аден. Район Тавахи. 1959 год.

В 1958 г. вышла в свет патриотическая газета «Аль-Айам» («Дни»). В 1958 г. забастовки и демонстрации рабочих и торговцев были поддержаны набегами кочевых племен, в результате чего 2 мая 1958 г. в колонии было введено чрезвычайное положение.

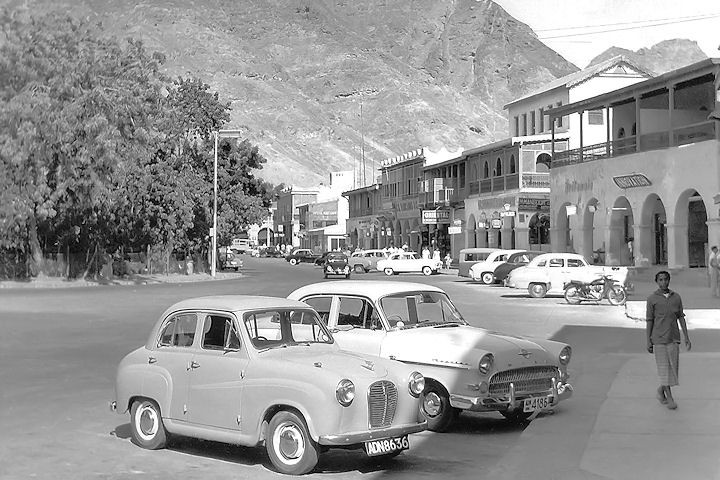
Аден. Вид на части фешенебельной улицы Кресент (Полумесяц). 1960 г.

Великобритания, пытаясь сохранить на юге Аравийского полуострова свои позиции, искала новые формы организации южнойеменских протекторатов: 11 февраля 1959 г. была образована Федерация Арабских Эмиратов Юга (ФАЭЮ), включившая в себя 16 южнойеменских княжеств. Вблизи Адена, на западном берегу гавани, был выстроен городок Аль-Иттихад («Федерация») в качестве административного центра нового политического образования (в настоящее время — пригород аш-Шааб).
На 1959—1960 гг. приходится пик забастовочного движения, вызванного протестами против вхождения Адена в ФАЭЮ. Запрещение в 1960 г. забастовок лишь обострило ситуацию: народные массы стали активно организовываться в политические движения и партии, в результате чего в 1961 г. был создан «Народный демократический союз», а в 1962 г. — «Народная социалистическая партия».

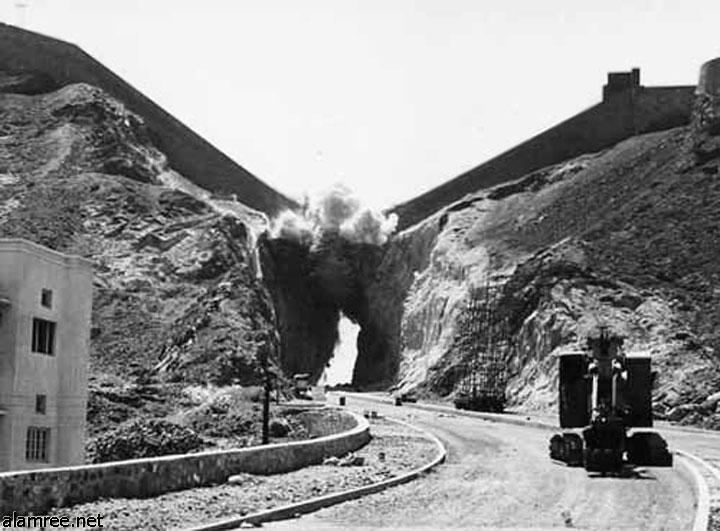
Бомбардировка Ворот Адена в марте 1963 года под предлогом расширения дороги.

Объём продукции предприятий колонии был невелик. Так, в 1962 г. было произведено 120,8 тыс. т соли, 279 т алюминиевой посуды, 34 т сигарет и табака, более 40 млн бутылок прохладительных напитков, около 2 млн цементных блоков, более 3,8 млн кирпичей, переработано 6119 тыс. т нефти. За пределами Адена из промышленных предприятий заслуживали внимания лишь небольшая рыбоконсервная фабрика в Мукалле и два хлопкоочистительных завода — в Абьяне и Лахдже.
18 января 1963 года Колония Аден вошла в состав Федерации Южной Аравии как Штат Аден.

### Аденский кризис
Основная статья: Аденский кризис (1963—1967).
14 октября 1963 года началось восстание народно-освободительных сил в регионе Дали (Дала), превратившееся в войну, что повлекло за собой вооружённые столкновения и беспорядки в Штате Адене, включая город, и осенью 1967 войска Великобритании были вынуждены покинуть Йемен через аэропорт и морской порт Адена до 30 ноября 1967 года. В итоге была провозглашена Народная Демократическая Республика Йемен и перестала существовать Федерация Южной Аравии и Протекторат Южной Аравии.

## Марки Адена
До 1937 года Аден использовал марки Британской Индии.

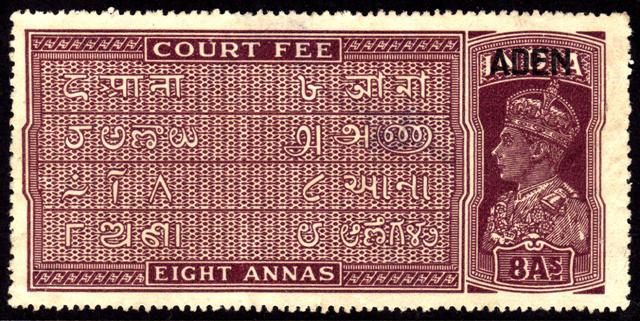
Марка Британской Индии для оплаты судовых сборов 1937 года с надпечаткой «ADEN» для использования в только что ставшей отдельной Аденской колонии.
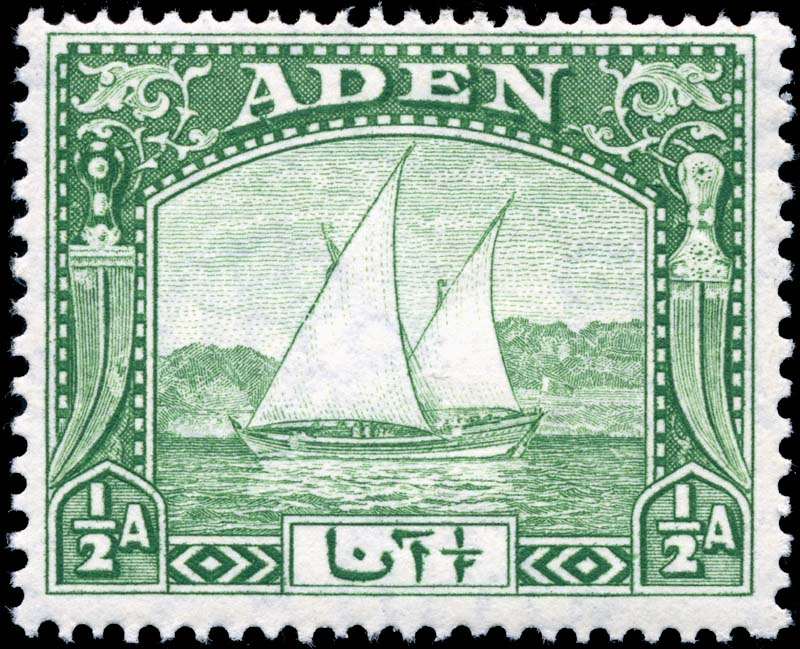
Марка Аденской колонии 1937 года.
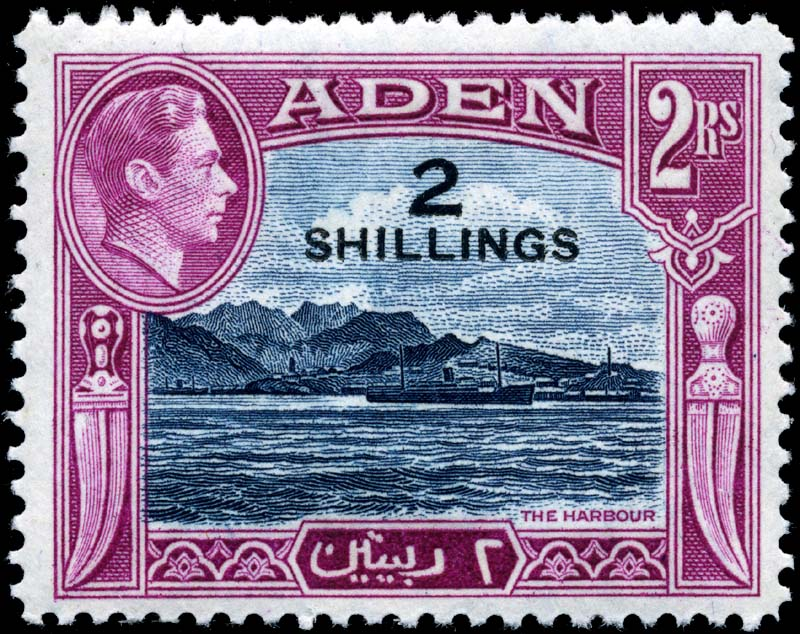
Марка Аденской колонии 1951 года с изображением парохода, маяка и вулканической гряды Кратер (Аден построен у кратера бывшего вулкана).